# كريس بوتر (ممثل)
كريس بوتر هو ممثل كندي، ولد في 23 أغسطس 1960 بتورونتو في كندا.

## أعمال

### أفلام
- (2005) اللهاية[4][5][6]

### مسلسلات
- أحرار الجنس مثل الناس

## وصلات خارجية
- كريس بوتر على موقع IMDb (الإنجليزية)
- كريس بوتر على موقع ألو سيني (الفرنسية)
- كريس بوتر على موقع أول موفي (الإنجليزية)
- كريس بوتر على موقع قاعدة بيانات الأفلام السويدية (السويدية)
- كريس بوتر على موقع إن إن دي بي (الإنجليزية)
- كريس بوتر على موقع قاعدة بيانات الفيلم (الإنجليزية)
- كريس بوتر على موقع كينوبويسك (الروسية)